# Біляль ібн Рібах

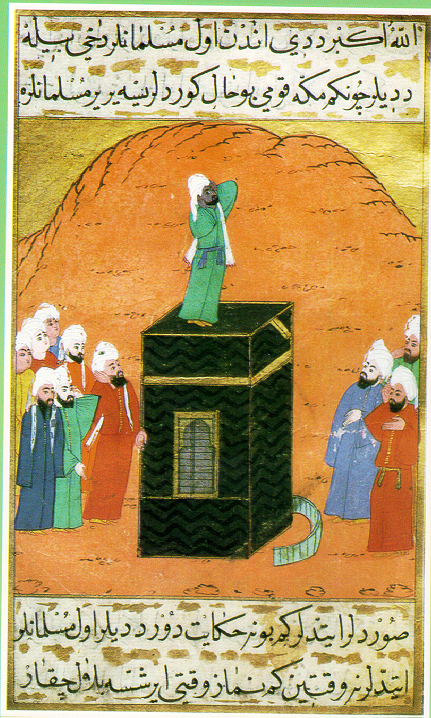

Біляль ібн Рібах аль-Хабаші (араб. بلال بن رباح الحبشي; 592, Мекка — 640, Дамаск) — один з найвідоміших сподвижників пророка Мухаммеда, перший муедзин. Біляль був чорношкірим рабом і одним з перших прийняв іслам. Відомий також як Ібн Хамам. Ототожнюється з Білан Бунамою (або Йоном Бунамою, Білалі Кейта), засновником династії малійських імператорів Кейта.

## Біографія
Його батько, Рабах, був родом з Ефіопії. Мати звали — Хамамою. Біляль був рабом одного з впливових мекканців, якого звали Умайя ібн Халаф. Біляль був одним з перших мусульман і через це його стали піддавати нестерпним тортурам. Господар Біляля клав його на розпечений пісок і клав на його груди важкий камінь, але він стійко переносив всі тортури і не відрікся від ісламу. Згодом він був викуплений Абу Бакр ас-Сиддіком за величезну на ті часи ціну. У 622 році Біляль разом з іншими мусульманами зробив хіджру в Медину.
Біляль ібн Рабах брав участь у всіх великих боях між мусульманами і многобожниками. У битві при Бадрі, Біляль зіткнувся віч-на-віч зі своїм колишнім господарем. Він повідомив про це своїм товаришам, які і вбили Умайя ібн Халафа разом з його сином.
Після смерті пророка Мухаммада, Біляль був в Сирії і брав участь у війнах з візантійцями. При взятті мусульманами Єрусалиму, він зустрів Праведного халіфа Умара і разом з ним увійшов в місто. Разом з ними в Єрусалимі перебували Абу Убайда ібн аль-Джаррах, Муаз ібн Джабаль, Амр ібн аль-Ас і інші сподвижники пророка.
До кінця життя Біляль оселився в Сирії, де і помер у віці близько 60 років. Незадовго до смерті, він відвідав Медину, де зустрівся з онуками пророка Мухаммада — Хасаном і Хусейном і з іншими своїми друзями. За одними даними у нього не було дітей, а за іншими — він залишив після себе сім синів, один з яких вважається засновником малійской династії Кейта
Похований на кладовищі Баб-ель-Сагір у Дамаску.